# Хонка (футбольний клуб)
«Хонка» (фін. Honka) — фінський футбольний клуб із Еспоо, заснований 1957 року. Виступає у Вейккауслізі — найвищому футбольному дивізіоні Фінляндії.

## Досягнення
Чемпіонат Фінляндії:
- Срібний призер (2): 2008, 2009

Кубок Фінляндії:
- Володар кубка (1): 2012
- Фіналіст (4): 1969, 2007, 2008, 2023

Кубок Ліги:
- Володар кубка (3): 2010, 2011, 2022

Друга ліга:
- Переможець (1): 2005

## Виступи в єврокубках
| Сезон   | Змагання         | Раунд                        | Клуб             | Вдома | В гостях | Загалом |
| ------- | ---------------- | ---------------------------- | ---------------- | ----- | -------- | ------- |
| 2007    | Кубок Інтертото  | Перший раунд                 | ТВМК             | 0–0   | 4–2      | 4–2     |
| 2007    | Кубок Інтертото  | Другий раунд                 | Ольборг          | 2–2   | 1–1      | 3–3 (г) |
| 2008–09 | Кубок УЄФА       | Перший кваліфікаційний раунд | Акранес          | 3–0   | 1–2      | 4–2     |
| 2008–09 | Кубок УЄФА       | Другий кваліфікаційний раунд | Вікінг           | 0–0   | 2–1      | 2–1     |
| 2008–09 | Кубок УЄФА       | Перший раунд                 | Расінг Сантандер | 0–1   | 0–1      | 0–2     |
| 2009–10 | Ліга Європи      | Другий кваліфікаційний раунд | Бангор Сіті      | 2–0   | 1–0      | 3–0     |
| 2009–10 | Ліга Європи      | Третій кваліфікаційний раунд | Карабах          | 0–1   | 1–2      | 1–3     |
| 2010–11 | Ліга Європи      | Другий кваліфікаційний раунд | Бангор Сіті      | 1–1   | 1–2      | 2–3     |
| 2011–12 | Ліга Європи      | Перший кваліфікаційний раунд | Нимме Калью      | 0–0   | 2–0      | 2–0     |
| 2011–12 | Ліга Європи      | Другий кваліфікаційний раунд | Геккен           | 0–2   | 0–1      | 0–3     |
| 2013–14 | Ліга Європи      | Другий кваліфікаційний раунд | Лех Познань      | 1–3   | 1–2      | 2–5     |
| 2014–15 | Ліга Європи      | Перший кваліфікаційний раунд | Калев Сілламяе   | 3–2   | 1–2      | 4–4 (г) |
| 2020–21 | Ліга Європи      | Перший кваліфікаційний раунд | Орхус            | Н/Д   | 2–5      | Н/Д     |
| 2021–22 | Ліга конференцій | Перший кваліфікаційний раунд | НСІ Рунавік      | 0–0   | 3–1      | 3–1     |
| 2021–22 | Ліга конференцій | Другий кваліфікаційний раунд | Домжале          | 0–1   | 1–1      | 1–2     |